# Robert de Baudricourt
Robert de Baudricourt († zwischen Februar und August 1454) war Seigneur de Baudricourt, Blaise, Bussy et Sorcy. Er ist bekannt als einer der Waffengefährten Jeanne d’Arcs.

## Biographie
Robert de Baudricourt ist der Sohn von Liébaud de Baudricourt, Chevalier und Kammerherr des Königs, Enkel von Jean de Baudricourt, Knappe, und Marguerite d’Aulnay, Dame de Blaise, Enkelin von Philippe d‘Aunay, der in der Folge des Skandals um die Tour de Nesle als Liebhaber der Margarete von Burgund 1314 hingerichtet wurde.
1415 wurde er zum Kapitän von Vaucouleurs ernannt, einer Kastellanei des Herzogtums Bar, zu der auch das Dorf Domrémy gehörte, in dem Jeanne d’Arc aufgewachsen war. Darüber hinaus war er Berater und Kammerherr des Herzogs René I.
Jeanne d’Arc suchte Robert de Baudricourt in Vaucouleurs auf, damit er ihr eine Eskorte geben, um zu König Karl VII. nach Chinon zu reisen. Nachdem er die Bitte im Mai 1428 oder im Januar 1429 abgelehnt hatte, gab er ihr im Februar 1429 statt. Er soll seine Entscheidung mit den Worten: „Va... va et advienne que pourra“ begleitet haben.
Robert de Baudricourt nahm am 2. Juli 1431 an der Schlacht von Bulgnéville teil, bei der er vom Schlachtfeld floh, um nicht vom Gegner gefangen genommen zu werden.

## Familie
Er heiratete drei Mal. Seine erste Ehe schloss er 1422 mit Catherine de Sancy (alias Chancey), † um 1430, Witwe von Bertrand de Landres; von ihr bekam er eine Tochter, Bonne (1425–1474), die 1441 Erhard von Gymnich († 1448) heiratete.
Seine zweite Ehe schloss er wohl 1432 mit Aléarde (Aulart, Alaid) de Chambley, Dame de Manonville, Tochter von Ferri, Seigneur de Chambley, Witwe von Jean, Seigneur de Manonville; ihre Schwester war Marguerite de Chambley, die erste Ehefrau von Louis de Beauvau (Haus Beauvau); mit ihr hatte er fünf Kinder:
- Jacquette (oder Jeanne, um 1432–1493) ⚭ 1450 Henri de Lénoncourt, (um 1425–1477), Co-Seigneur de Haroué, Bailli de Chaumont, 1461 Kapitän von 50 Lanzen, Berater und Kammerherr des Königs Ludwig XI. (Haus Lenoncourt)
- Jeanne (um 1433–1453); ⚭ 1440 Louis de Beauvau (1409–1463), Seigneur de Beauvau et de La Roche-Guyon, Grand-Sénéchal d’Anjou et de Provence, Kammerherr des Königs von Sizilien, Botschafter beim Heiligen Stuhl (Haus Beauvau)
- Jean (1433–1499), Seigneur de Baudricourt, Blaise, La Fauche, et Choiseul, 1480 Gouverneur de Bourgogne; ⚭ 1465 Anne (alias Jeanne) de Beaujeu, Dame de Brécy († 1501) (Haus Beaujeu)
- Marguerite (1433/38–1501); ⚭ (1) um 1464 Geoffroi de Saint-Belin (um 1415–1465), Baron de Saxe-Fontaine, Seigneur de Vignory, de Choiseul, La Fauche et Varay, Bailli et Capitaine de Chaumont, Lieutenant Étienne de Vignolles’ (La Hire), Berater und Kammerherr des Königs; ⚭ (2) um 1466 Claude de Brabant († 1504); ihre Tochter aus erster Ehe war Catherine de Saint-Belin († nach 1502), Dame de Saxefontaine; ⚭ 1474 Jean de Chaumont († 1498), Seigneur de Bussy, 1478–1481 Bischof von Maillezais, 1481–1497 Bischof von Langres, Sohn von Pierre de Chaumont und Anne de Bueil (Haus Amboise)
- Alix; ⚭ Simon de Bassompierre

Aus seiner dritten Ehe mit einer unbekannten Frau hatte er einen Sohn, Liébaut de Baudricourt († vor 1489); seine Tochter Claude de Baudricourt heiratete Claude de Rouvroy, Seigneur de Rouvroy et d’Autrey (Haus Rouvroy).